# Mainstream hardcore
Pour les articles homonymes, voir Nu-style.
Genres dérivés
Rawstyle
Genres associés
Terrorcore, speedcore
Le mainstream hardcore, ou simplement hardcore, est un sous-genre de la techno hardcore ayant émergé au début des années 2000 après le déclin du early hardcore. Depuis la fin des années 2010, le genre précède l'uptempo en termes de popularité.

## Terminologie
Par extension, le mainstream hardcore est aussi appelé mainstyle, nu-style ou nu-style gabber. Du fait que le genre a été un renouveau dans la scène gabber et qu'il s'est popularisé dès lors, il est aussi appelé millenium hardcore.

## Histoire

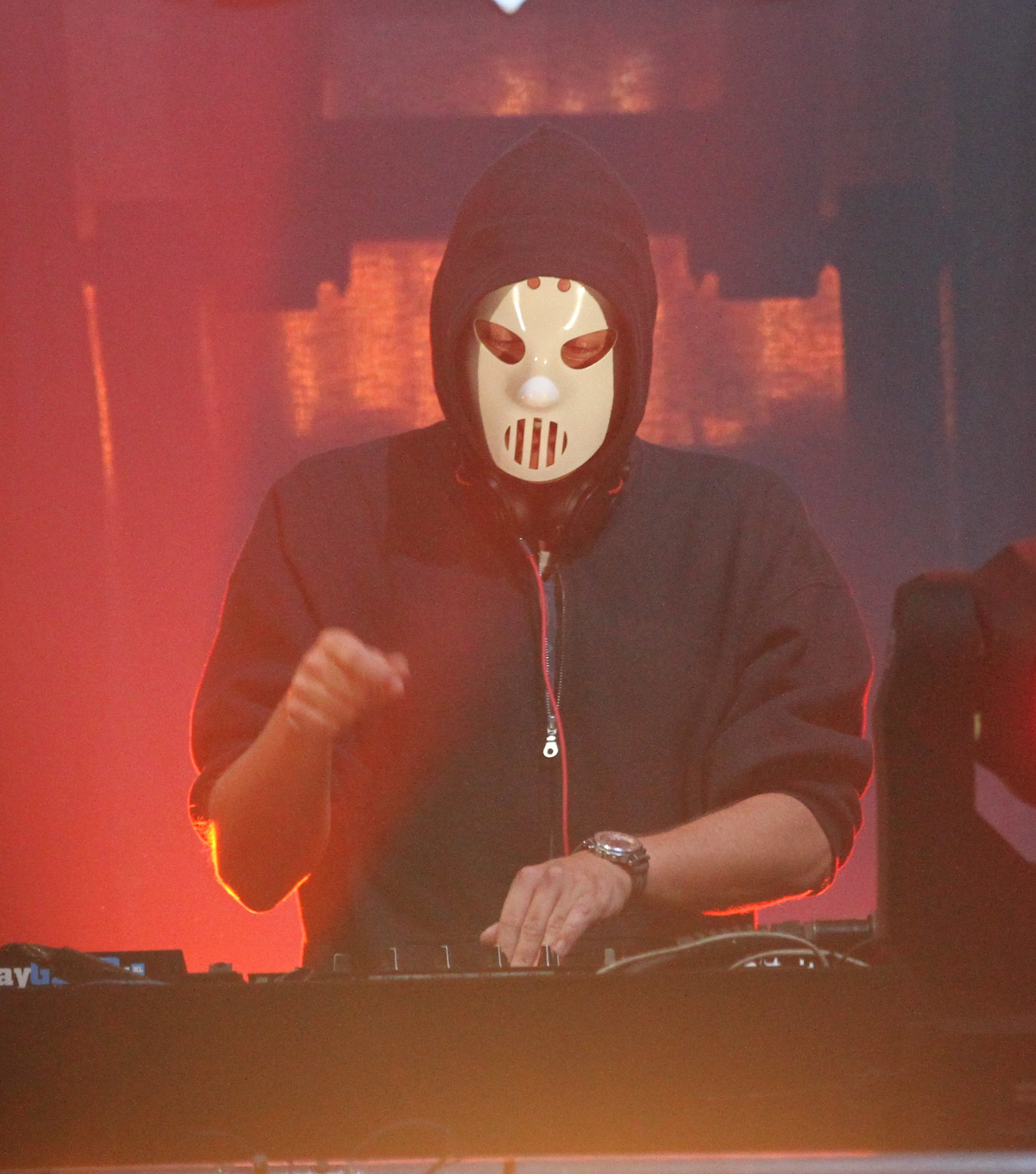
Angerfist, l'un des artistes les plus populaires de la scène mainstream hardcore.

Le mainstream hardcore est une réponse directe au déclin de la scène gabber à la fin des années 1990. Ce nouveau genre commence à se populariser en 2002,, caractérisé par un tempo plus lent oscillant généralement entre 160 et 185 BPM avec une sonorité plus sombre et industrialisée,. Ces changements sont à l'origine de la césure sémantique entre ce qui va être qualifié de « oldschool hardcore » et la nouvelle génération du « mainstream hardcore ». Ce style est désigné sous plusieurs noms tels que « new style hardcore », « nu-style hardcore » ou « nu-style gabber », tandis que l'ancien son se trouve rebaptisé par rétronymie « early hardcore ». Cependant, la nouvelle rythmique ne fait pas l'unanimité auprès des puristes et certains d'entre eux en éprouvait un profond dégoût car, à leurs yeux, le nu-style n'était rien de plus que du early hardcore composé sous un autre angle, avec le même tempo lent et le même son, qu'ils considèrent comme la « musique pop du hardcore » et comme une « trahison ». Paradoxalement, ce genre aide au développement de sous-genres déjà existants du gabber comme le terror et le speedcore. Les styles coexistent dès lors, et trouvent des publics parfois différents. Durant les soirées en boîte de nuit, les DJ sont parfois hués par un groupe et applaudis par un autre, selon le tempo et le style de musique diffusé. Ces comportements sont similaires à ceux qui avaient précédemment animés la rivalité et la haine mutuelle que se vouaient les amateurs de hardcore et de happy hardcore au milieu des années 1990.
Le style évolue pendant le milieu des années 2000 en un genre plus bruitiste, percussif, avec des mélanges de rythmiques complexes et des mélodies. C'est à cette période que The Prophet décide de quitter la scène hardcore, devenue pour lui trop percussive, pour passer au hardstyle. En 2008, un site web indépendant de vente numérique consacré exclusivement à la techno hardcore, hardtunes.com, est créé par Rige Entertainment B.V..
Le début des années 2010 marque un changement dans le genre mainstream hardcore où des morceaux tels que A New Today d'Endymion et Art of Fighters commencent à innover en intégrant des mélodies dites cheesy (mielleuse), et à adopter un point de vue plus commercial. L'engouement pour ce nouveau genre de mainstream hardcore permet d'élargir le public et d'intégrer davantage d'événements musicaux. Le public étant désormais plus varié qu'auparavant, le style vestimentaire des participants ne se compose plus uniquement de têtes rasées et de vêtements de marque australienne comparé à la scène gabber des années 1990 et début des années 2000. Entretemps, Thunderdome, l'un des plus importants festivals du genre, annonce son arrêt en 2012, soit après 20 ans d'existence, avant de revenir cinq années plus tard, en 2017. 
Le mainstream hardcore parvient graduellement à se populariser sur des sites web de vente numérique comme Beatport, qui crée une liste par genre des meilleures ventes dont celles du gabber. En 2014, le genre prend encore plus d'ampleur dans les scènes underground internationales comme à Bogota, la capitale colombienne. En mai 2016, le présentateur français Jean-Luc Reichmann et ses participants dansent sur Perfect Fury d'Angerfist dans l'émission Les 12 Coups de midi! ; la vidéo est relayée sur les réseaux sociaux et atteint le million de vues en quelques jours. Le 22 septembre 2017, la Techno Parade, organisée à Paris, met le mainstream hardcore à l'honneur en y invitant notamment Angerfist à jouer.
Le début des années 2020 marque le déclin du mainstream hardcore, surclassé par l'uptempo, devenu le genre commercial prédominant. En soirée,  les sets mainstream hardcore contiennent le plus souvent de l'uptempo et du rawstyle.

## Caractéristiques
L'instrumentation du mainstream hardcore repose principalement sur un Roland TR-909 pour le kick (grosse caisse) accompagné d'un synthétiseur Roland JP-8000 produisant un son similaire à celui de la trance. La composition d'un titre est mesurée en 4/4, et le tempo se situe généralement entre 160 et 185 battements par minute. 
Le mainstream hardcore est un genre percussif et généralement minimaliste, produit à l'aide d'une station audionumérique et d'un ordinateur. Le genre se repose sur les kicks, plus ou moins longs, et distordus voire saturés, qui se succèdent rapidement de manière répétée ou variée. Le kick peut être filtré le laissant progressivement apparaître ou disparaître pour laisser place à un autre rythme. Un tutoriel publié par Traxtorm Records indique que les kicks peuvent être produits par le biais de plugins (VST et VSTi),. Des éléments rythmiques tels que des rides, des hi-hats et des snares (pour donner un son plus percutant) peuvent accompagner parallèlement les kicks.

## Labels et artistes

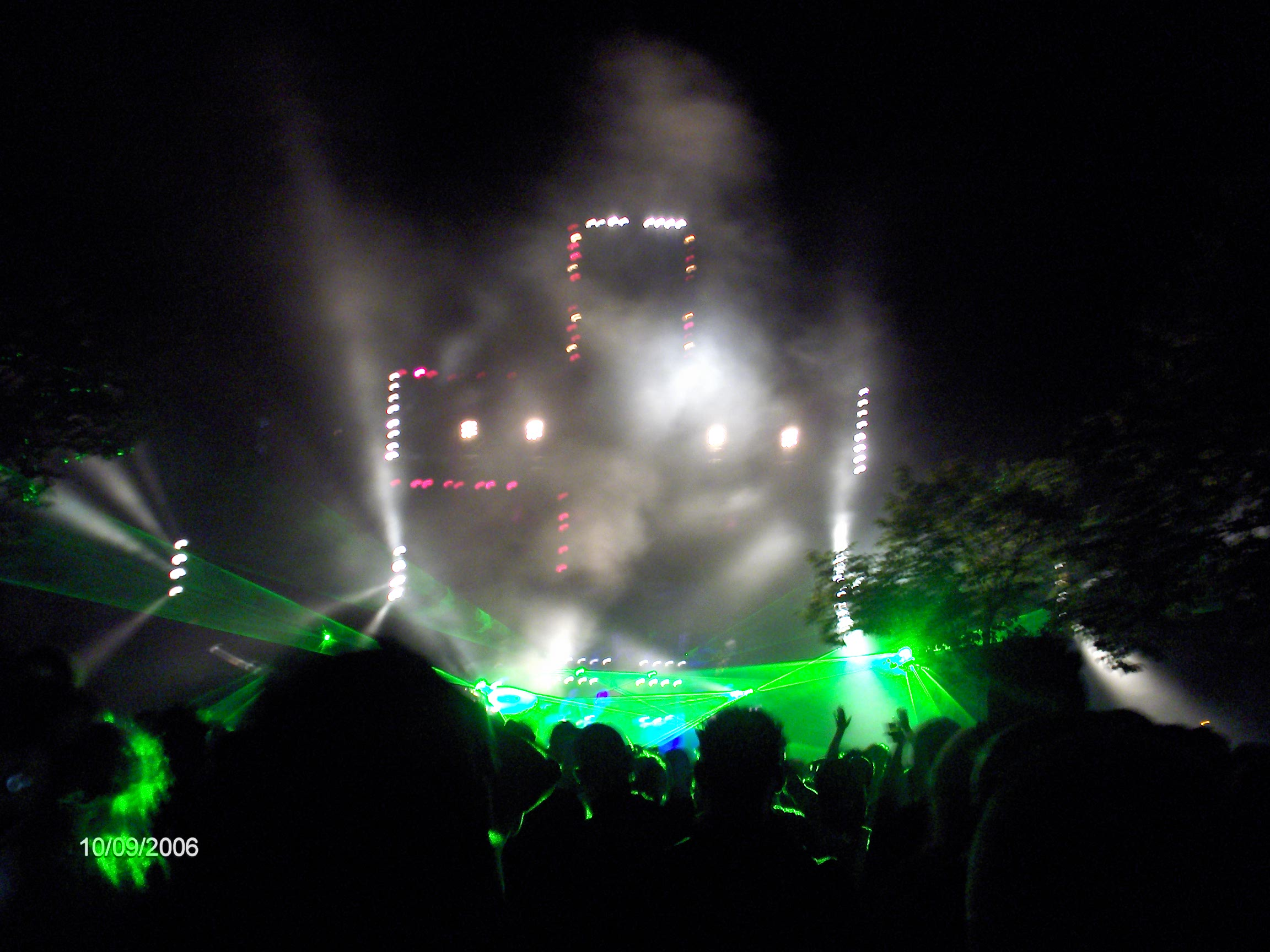
Le festival A Nightmare Outdoor, ici le 10 septembre 2006.

De nombreux labels se créent indépendamment et progressivement durant la fin des années 1990 dont certains d'entre eux sont créés dans le but de donner un nouveau départ à la scène gabber (early hardcore), à l'époque déjà controversée et très critiquée par le public. Au fil des années, ils se popularisent et donnent un style de musique influent au niveau national et international. Rotterdam Records est le tout premier label hardcore et gabber néerlandais fondé en 1992 par Paul Elstak qui connait l'émergence du mainstream hardcore au début des années 2000. Jeroen Streunding, de son côté, fonde son propre label en 1999, Neophyte Records, dans le but de donner une nouvelle chance à la scène gabber et de lancer la carrière d'artistes tels que Chaosphere et Evil Activities. Masters of Hardcore, formé en 1995, devient également un point culminant pour la scène mainstream et accueille des artistes, à cette période néophytes, comme Angerfist.
Au lancement du mainstream hardcore, les artistes sont majoritairement originaires des Pays-Bas, mais la scène grandit en dehors des frontières néerlandaises. De nombreux artistes européens, américains, voire asiatiques aident à la popularisation du genre dans les années 2000. Omar Santana, originaire de New York, popularise le genre à l'aide de son label H2OH Recordings,. Côté Italie, les artistes et groupes tels que DJ Mad Dog,, Tommyknocker et les Art of Fighters, popularisent le mainstream hardcore notamment avec le label Traxtorm Records fondé par le duo The Stunned Guys en 1995. Coté France, le mainstream hardcore compte des adhérents notables comme Tieum, et Imperium Bass. Encore plus loin au Japon, ce sont des artistes comme notamment RoughSketch qui contribuent à la popularisation du mainstream hardcore, en parallèle à leur scène locale J-core.
Avec le déclin du genre dans les années 2020, d'anciens artistes du milieu comme Nosferatu et Ophidian continuent d'en produire. De même, des labels indépendants notables comme Machinecore (Shadowcore, Andy the Core, Scorpyd...) et Dequinox (D-Ceptor, Hysta, Neverlution, Imperia...) ont fait du mainstream hardcore leur intérêt principal jusqu'en 2023.